# Karl-Maybach-Gymnasium
Das Karl-Maybach-Gymnasium (KMG) ist ein allgemeinbildendes, städtisches Gymnasium in der Innenstadt Friedrichshafens, welches in Deutschland einzigartig nach dem Motorkonstrukteur Karl Maybach benannt ist.

## Geschichte
Der Ursprung der Schule liegt im Progymnasium für Mädchen, welches 1930 gegründet wurde. Damals war es noch in das Graf-Zeppelin-Gymnasium eingegliedert. 1956 wurde die Mädchenschule im Zuge des Baus des heutigen Schulgebäudes aus dem Graf-Zeppelin-Gymnasium ausgegliedert und zog in das neue Gebäude ein. Ein Teil des Schulgebäudes, die heutige Schulaula, wurde damals jedoch nicht von der Schule beansprucht, sondern von der französischen Besatzung als Kino genutzt. Knapp zehn Jahre später im Jahre 1972 wurde die Schule auf Beschluss des Friedrichshafeners Gemeinderates in Karl-Maybach-Gymnasium umbenannt und in ein Vollgymnasium umgewandelt, womit auch die Koedukation eingeführt wurde.

## Architektur und Gebäude

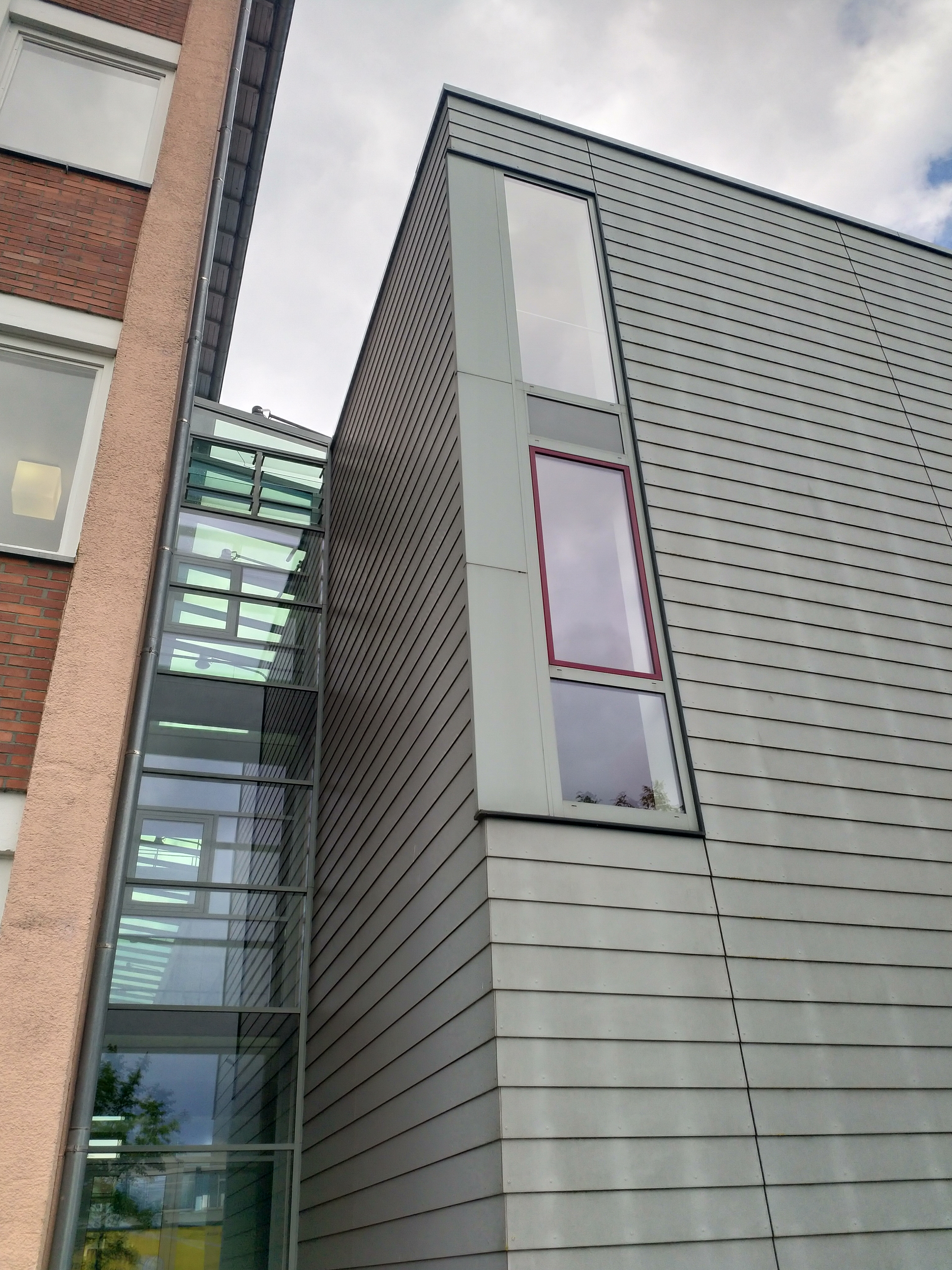
Nahaufnahme des ausgezeichneten Neubaus; er ersetzte 2007 das Waschhaus, um mehr Platz zu schaffen

Der ursprüngliche Altbau wurde im Auftrag der Stadt in den Jahren von 1955 bis 1957 errichtet. 49 Jahre nach der Fertigstellung wurde 2006 eine kleine Sternwarte installiert, ein Jahr später waren auch die schuleigene Cafeteria und der Anbau, der 2012 die Auszeichnung Architektenkammer für Beispielhaftes Bauen erhielt, fertiggestellt. Dieser Anbau wurde ebenfalls vom Architekturbüro Jauss, Gaupp & Partner entworfen. Die Erweiterungen in den beiden Jahren kosteten insgesamt 8,5 Millionen Euro. Mit der Sanierung des Schulhofs 2019 für 1,3 Millionen Euro wurde ebenfalls ein neuer Schulgarten eingerichtet.
Im Gymnasium befinden sich auch zwei Steinintarsienarbeiten, eine von Fritz Melis im Eingangsbereich, welche sich auf drei Meter Höhe und 7 Meter Breite streckt, die andere Arbeit der Künstlerin Hilde Broër findet sich auf einem Trinkwasserbrunnen im Altbau.

## Lehrangebot
Als allgemeinbildendes Gymnasium ohne spezielle Ausrichtung, bietet das Karl-Maybach-Gymnasium im Rahmen des Bildungsplans 2016 (Baden-Württemberg) die üblichen Fächer, wobei Englisch ab der fünften Klasse, wahlweise bilingual, unterrichtet wird. Im ersten Wahlbereich können sich die Schüler für den Französisch- oder Lateinunterricht entscheiden. Zwei Jahre später in der achten Klasse im zweiten Wahlbereich besteht die Wahl zwischen den Profilen IMP (Informatik, Mathematik, Physik), NwT (Naturwissenschaft und Technik) oder Spanisch. Mit dem Beginn der Qualifikationsphase in der elften Klasse ist es möglich das Certificate in Advanced English des Cambridge English Language Assessment zu erwerben. Auch findet gemeinsamer Unterricht mit dem Graf-Zeppelin-Gymnasium in der Qualifikationsphase statt, um mehr Kurse anbieten zu können.
Es wird auch eine Theatergruppe, Chor und ein Orchester unterhalten, das Theater besteht jedoch aus den Schülern, die in der Qualifikationsphase das Fach Literatur und Theater belegen.

## Öffentlichkeitsarbeit
Das Karl-Maybach-Gymnasium verfügt über einen Förderverein, der als eine der Schule zugehörige Körperschaft fungiert. Die Finanzierung des Fördervereins ist auf Geldspenden angewiesen.

## Auslandsbeziehungen
Es werden Beziehungen mit der Batesville High School in Indiana unterhalten, des Weiteren finden Austauschprogramme nach Montpellier und Sarajewo statt, jedoch ohne feste Partnerschulen. Auch werden Schulfahrten nach Großbritannien, Rom und Sylt oder Tujetsch angeboten.

## Besonderheiten
Als erste Station des Maybach-Weges beinhaltet das Gymnasium eine Dauerausstellung, die das Leben und Werk Karl Maybachs behandelt. Dazu sind noch weitere Gegenstände in Bezug zum Namengeber ausgestellt, wie ein Maybach-Dieselmotor des Typs G 4b oder Werksunterlagen des Maybach-Motorenbaus.

## Persönlichkeiten

### Lehrer
- Hermann Precht (1937–1997), Abgeordneter im Landtag von Baden-Württemberg 1976–1988
- Josef Büchelmeier (* 1948), Politiker[18]
- Vadim Oswalt (* 1957), Historiker und Geschichtsdidaktiker[19]

### Schüler
- Michael Bauer (* 1957), Psychiater und Professor[20]
- Markus Gmür (* 1963), Wirtschaftswissenschaftler und Professor[21]
- Markus Mauthe (* 1969), Umweltaktivist[22]
- Eva Kemme (* 1979), Filmproduzentin[23]